# Sato Naoki (bóng đá)
Sato Naoki (sinh ngày 12 tháng 7 năm 1996) là một cầu thủ bóng đá người Nhật Bản.

## Sự nghiệp câu lạc bộ
Sato Naoki hiện đang chơi cho Azul Claro Numazu.